# Photobucket
O Photobucket é um serviço da Web 2.0 que oferece hospedagem de imagens e álbum digital. Se dedica principalmente a imagens embora recentemente tenha inaugurado um serviço de hospedagem de vídeos. O serviço é muito usado para hospedar avatares de fóruns de discussão e armazenamento de vídeo.
O serviço oferecia 500 MB de armazenamento gratuitamente, com tráfego mensal de até 10 GB e armazenamento ilimitado para planos pagos, até 26 de junho de 2017. Nesta data foi anunciado um novo termo de serviço informando que todos os serviços, a partir de então, seriam pagos, a uma taxa de US$ 399 por ano.

## Serviços oferecidos
Entre os serviços oferecidos pelo Photobucket estão:
- Criação de camisetas estampadas com imagens do álbum;
- Impressão de fotografias;
- Calendários personalizados;
- Elaboração de álbuns de fotos e minilivros ilustrados;
- Posters com miniaturas de imagens;
- Hospedagem de fotos e vídeos;
- Miniaturas automáticas das imagens hospedadas;